# James Duncan
James Duncan (Estados Unidos, 25 de septiembre de 1887-21 de enero de 1955) fue un atleta estadounidense, especialista en la prueba de lanzamiento de disco en la que llegó a ser medallista de bronce olímpico en 1912.

## Carrera deportiva
En los JJ. OO. de Estocolmo 1912 ganó la medalla de bronce en el lanzamiento de disco, llegando hasta los 42.28 metros, tras el finlandés Armas Taipale que con 45.21 metros batió el récord olímpico, y el también estadounidense Richard Byrd (plata).